# Bom Despacho
Bom Despacho, amtlich portugiesisch Município de Bom Despacho, ist eine Stadt im brasilianischen Bundesstaat Minas Gerais (MG). Sie ist 156 km von der Hauptstadt Belo Horizonte entfernt. Die Einwohnerzahl betrug laut der Volkszählung von 2010 des Instituto Brasileiro de Geografia e Estatística (IBGE) 45.624 Einwohner, die Bom-Despachenser (bom-despachenses) genannt werden. Die Einwohnerschätzung des IBGE vom 1. Juli 2018 beläuft sich auf 50.166 Bewohner bei einer Fläche von rund 1213,5 km² (2016).

## Geschichte
Als Distriktsitz wurde der Ort Vila de Bom Despacho am 1. Juni 1912 durch Ausgliederung aus Santo Antônio do Monte eine rechtlich selbständige Gemeinde.

## Deutsche Einwanderung
Historisch bedeutsam ist die Einwanderung ab Anfang der 1920er Jahre von Siedlern aus Europa, insbesondere aus Deutschland. Aufgrund der Initiative des brasilianischen Politikers Faustino Assunção nahm die Stadt Bom Despacho am Besiedlungsprogramm des Landwirtschaftsministeriums unter der Regierung Bernardes teil. Im Rahmen dieses Besiedlungsprogramms wurden den Siedlern Agrarland, Wohnraum sowie diverse Anfangshilfen zur Verfügung gestellt. Das Agrarland bestand aus zwei Siedlungsarealen, die nach brasilianischen Politikern benannt wurden; Colônia David Campista und Colônia Álvaro da Silveira. Beide Areale liegen in der Peripherie der Stadt Bom Despacho.

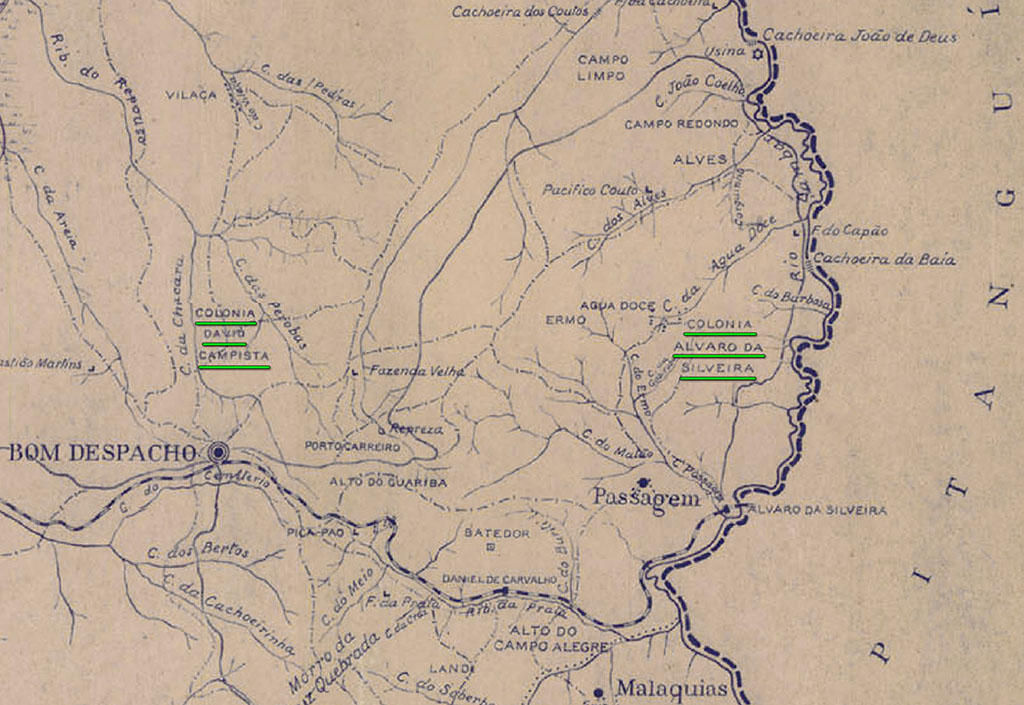
Lage der beiden Kolonien

Bei der Ansiedelung kamen eine so große Anzahl von Deutschen, dass die deutsche Botschaft eine deutsche Schule auf der Siedlung Colônia David Campista unterhielt, wo ca. 50 Großfamilien lebten. Da die Lebensbedingungen innerhalb der Siedlung teilweise nicht den Erwartungen entsprachen (unergiebige Böden, Tropenkrankheiten), suchten viele Siedler eine Arbeit in den Städten. 
Mit dem Eintritt Brasiliens in den Zweiten Weltkrieg im Jahre 1942 wurde die deutsche Schule geschlossen und es war verboten, deutsch zu reden, woraufhin viele Deutsche die Siedlung Colônia David Campista verließen. Heute sind in den beiden ehemaligen Siedlungen nur noch wenige Nachfahren von Deutschen anzutreffen, die weiterhin Landwirtschaft betreiben und die deutsche Sprache sprechen.
Ein Friedhof in unmittelbarer Umgebung der ehemaligen Siedlung Côlonia David Campista wird im Volksmund Friedhof der Deutschen genannt, der offizielle Name auf dem Eingangstor ist Imigrantes da Colonia.

## Stadtverwaltung
Die Exekutive liegt bei der Stadtpräfektur (Prefeitura Municipal). Stadtpräfekt (Bürgermeister) ist seit der Kommunalwahl 2016  für die Amtszeit 2017 bis 2020 Fernando José Castro Cabral von dem Partido Popular Socialista (PPS). Die Legislative liegt bei dem Stadtrat (Câmara Municipal) aus neun gewählten Stadtverordneten (vereadores).

## Gliederung

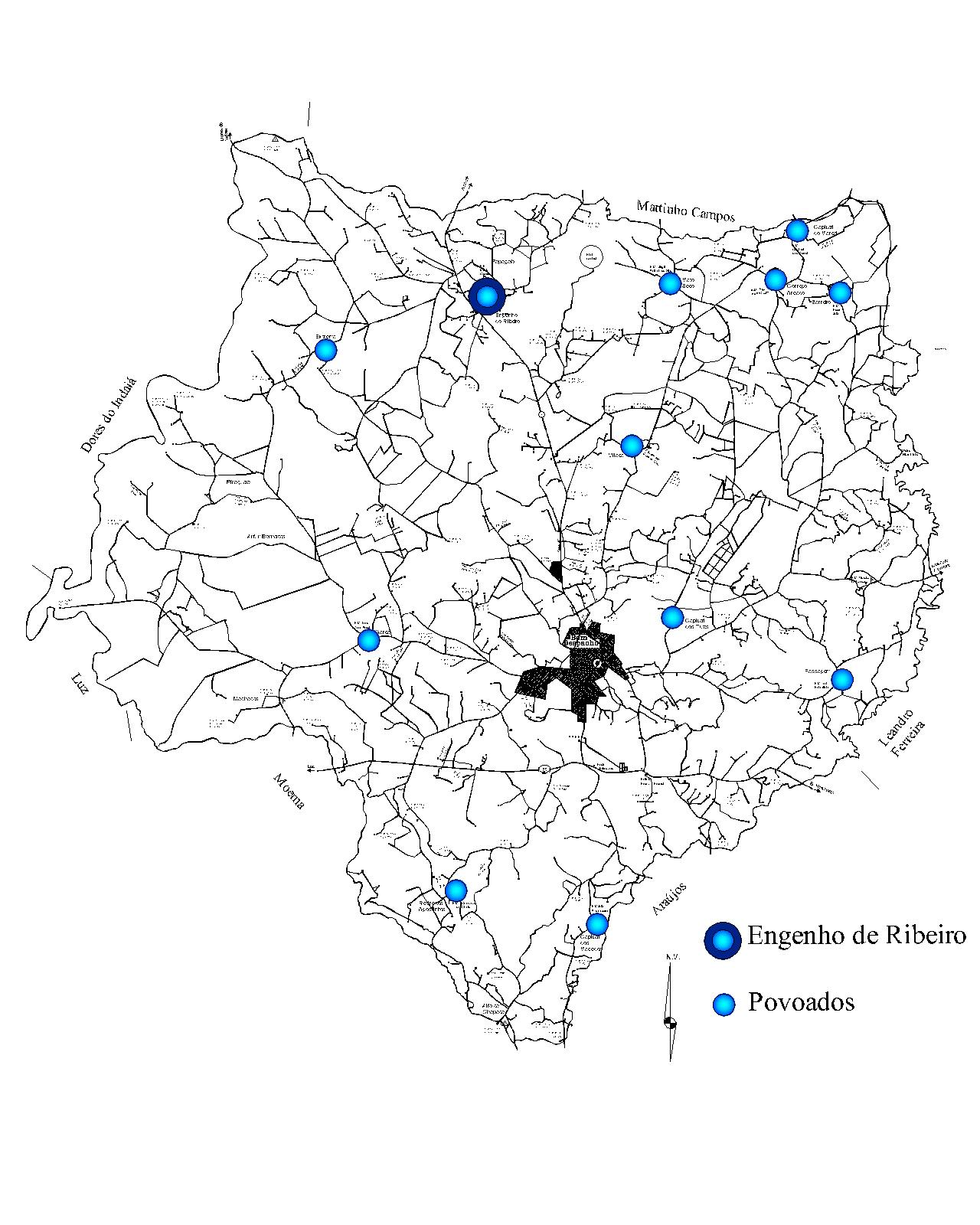
Lage der Distrikte und Dörfer in Bom Despacho

Bom Despacho ist in zwei Distrikte (Sitz, Engenho do Ribeiro) geteilt, auf dem Territorium des Munizips befinden sich 11 Dörfer.

## Persönlichkeiten
In Bom Despacho geboren:
- Waldemar Chaves de Araújo (* 1934), Bischof